# Alaudala
Alaudala es un género de aves paseriformes perteneciente a la familia Alaudidae. El nombre del género es el diminutivo del término latino para alondra, Alauda. Sus miembros, que antes se clasificaban en el género Calandrella, se extienden por Eurasia y el norte y este de África.

## Especies
El género Alaudala contiene las siguientes cinco especies:
- Alaudala athensis (Sharpe, 1900) - terrera de Athi;
- Alaudala cheleensis (Swinhoe, 1871) - terrera de Mongolia;
- Alaudala somalica (Sharpe, 1895) - terrera somalí;
- Alaudala rufescens (Vieillot, 1820) - terrera marismeña;
- Alaudala raytal (Blyth, 1845) - terrera raytal.